# Economia do Laos
O Laos é um dos poucos países socialistas que restam no mundo. O governo começou a descentralizar o controle e a promover a iniciativa privada em 1986. Os resultados se fizeram sentir: o crescimento alcançou a média de 6% a.a. no período 1988-2008, exceto no curto período da crise asiática iniciada em 1997. Entre 2008 e 2012 o crescimento superou os 7% ao ano, mas apesar disso o país permanece com uma infraestrutura pouco desenvolvida, particularmente nas áreas rurais.
O país ainda depende enormemente de sua agricultura e possui uma infraestrutura bastante deficiente. O país não possui ferrovias. As principais rodovias do país conectam os maiores centros urbanos, porém a maioria das pequenas vilas somente se liga a estas rodovias por pequenas estradas de terra, nem sempre transitáveis o ano inteiro. As telecomunicações internas e com o exterior também são limitadas.
No ano fiscal 2013-2014, que encerra em 30 de setembro, o Laos planeja gastar 17.830 bilhões kip, forçando o governo a recorrer a empréstimos junto a investidores internacionais (225 milhões de US dólares) e vender títulos para compradores locais e estrangeiros para enfrentar seu déficit orçamentário.  Mais de 26% do seu orçamento é coberto por doações internacionais.

## Comércio exterior
Em 2018, o país foi o 107º maior exportador do mundo (US $ 6,9 bilhões). Já nas importações, em 2019, foi o 124º maior importador do mundo: US $ 5,7 bilhões.

## Setor primário

### Agricultura
O Laos produziu, em 2019:
- 3,4 milhões de toneladas de arroz;
- 3,1 milhões de toneladas de raízes e tubérculos;
- 2,2 milhões de toneladas de mandioca;
- 1,9 milhão de toneladas de cana-de-açúcar;
- 1,5 milhão de toneladas de legume;
- 1,0 milhão de toneladas de banana;
- 717 mil toneladas de milho;
- 196 mil toneladas de melancia;
- 165 mil toneladas de café;
- 154 mil toneladas de taro;
- 114 mil toneladas de batata doce;
- 56 mil toneladas de tabaco;
- 53 mil toneladas de amendoim;
- 46 mil toneladas de laranja;
- 43 mil toneladas de abacaxi;
- 23 mil toneladas de mamão;
- 8,6 mil toneladas de chá;

Além de produções menores de outros produtos agrícolas.

### Pecuária
A pecuária do país é muito reduzida. O Laos produziu, em 2019: 85 mil toneladas de carne suína; 35 mil toneladas de carne bovina; 31 mil toneladas de carne de frango; 20 mil toneladas de carne  de búfalo; 8 milhões de litros de leite de vaca, entre outros.

## Setor secundário

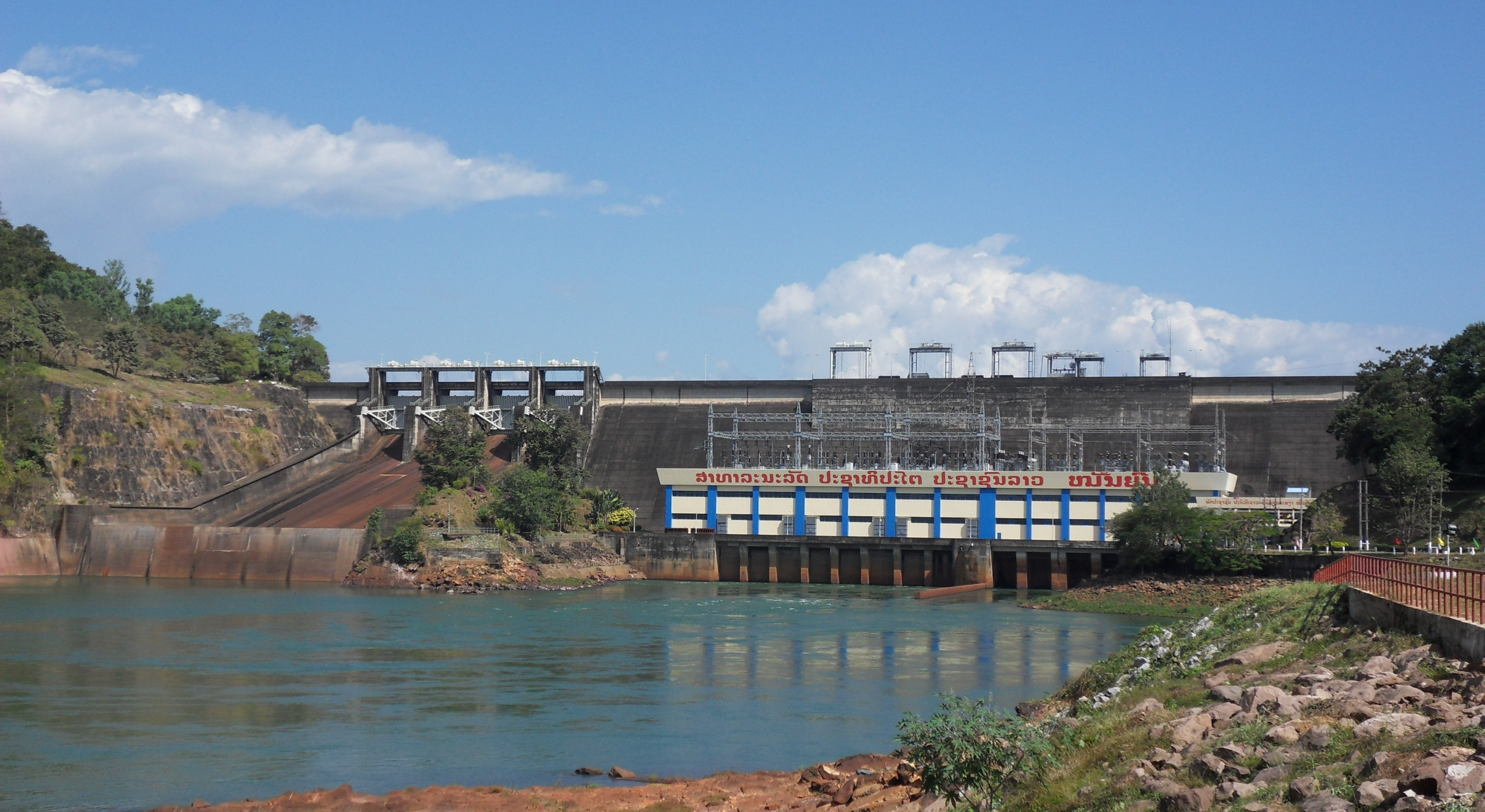
Represa hidrelétrica Nam Ngum, província de Vientiane, Laos. Laos tem em sua matriz energética uma Alta capacidade de produção de energias renováveis.

### Indústria
O Banco Mundial lista os principais países produtores a cada ano, com base no valor total da produção. Pela lista de 2019, o Laos tinha a 128ª indústria mais valiosa do mundo (US $ 1,3 bilhões).

### Energia
Nas energias não-renováveis, em 2020, o país não produzia petróleo. Em 2015, o país consumia 3,5 mil barris/dia (176º maior consumidor do mundo) . Nas energias renováveis, o país tem uma Alta capacidade na produção de energia limpa com base hidrelétrica, devido ao rio Mekong e suas afluentes, tendo graças a este corpo d'água uma produção anual de mais de 24.204 GWh.
Além da energia hidrelétrica, outras fontes renováveis de consumo tem sido colocadas em pauta, como a utilização de energia solar em sua matriz, tendo inclusive projetos já em andamento, fator que faz com que o país ganhe o apelido de "Bateria do Sudeste Asiático".

### Mineração
Em 2019, o país foi o 12º maior produtor do mundo de antimônio e o 14º maior produtor do mundo de estanho. Na produção de ouro, em 2017 o país produziu 6 toneladas. Na produção de prata, em 2017 o país produziu 50 toneladas.

## Setor terciário

### Turismo
Em 2018, o Laos recebeu 3,7 milhões de turistas internacionais. As receitas do turismo, neste ano, foram de US $ 0,7 bilhões.